# Зодерсторф
Зодерсторф (нім. Soderstorf) — громада в Німеччині, розташована в землі Нижня Саксонія. Входить до складу району Люнебург. Складова частина об'єднання громад Амелінггаузен.
Площа — 35,86 км2. Населення становить 1478 ос. (станом на 31 грудня 2021).